# Мерекеулы, Саят
Саят Мерекеулы, Саят Мерекенов (каз. Саят Мерекеұлы; 10 марта 1951; Аксуский район, Алматинская область, КазССР, СССР) — советский и казахский актёр кино и театра. Заслуженный деятель Казахстана (2010), награждён орденом «Парасат» (2021).

## Биография
Родился 10 марта 1951 года в совхозе Алгабас Аксуского района бывшей Талдыкорганской области.
В 1978 году окончил училище Театра им Щепкина в г. Москва, по профессии актер кино и драмы.
С 1978 года по н.в — актёр Казахский государственный академический театр драмы имени М. О. Ауэзова

## Творчество

### Роли в театре
Казахский театр драмы имени М. О. Ауэзова
Из казахской и мировой классики и современной драматургии:
- М. Ауэзов «Абай» (режиссер А. Мамбетов) — Абай, Такежан;
- М. Ауэзов «Абай» (режиссер Е. Обаев) — Оразбай;
- М. Ауэзов «Енлик-Кебек» (режиссер Х. Амир-Темир) — Караменде;
- М. Ауэзов « Дос –Бедел дос»(режиссер К.Жетписбаев) — Тарих;
- М. Ауэзов «Карагоз» (режиссер Ж. Есенбеков) — Сырым;
- М. Ауэзов «Карагоз» (режиссер Б. Атабаев) — Даулеткельды, Жарылгап, Тойсары;
- М. Ауэзов «Лихая година» (сценическая версия: Н. Оразалина, режиссер А. Рахимов) — Аубакир, Рахимбай, Узак Батыр;
- Г. Мусрепов «Козы Корпеш — Баян сулу» (режиссер А. Мамбетов) — Карабай;
- Г. Мусрепов «Кыз Жибек» (реж. Е.Нурсултан) — Сырлыбай;
- С. Муканов «Светлая любвь» (режиссер А. Рахимов) — Жакыпбек;
- Т. Ахтанов «Потерянный друг» (режиссер А. Мамбетов) — Мырзахмет;
- С. Балгабаев «Казахи после свадьбы» (режиссер А. Рахимов) — Кошкарбай;
- С. Балгабаев «Век без любви» (режиссер А. Рахимов) — Кайырбай;
- С. Балгабаев «Тоска и призрак» (режиссер А. Рахимов) — Хайретдин;
- Н. Оразалин «Ночь при свечах» (режиссер Н. Жакыпбай) — Сосед;
- Б. Римова «Печаль матери» (режиссер Б. Атабаев) — Акат;
- Б. Римова «Абай десем» (реж. Б. Атабаев) — Абай;
- Шахимарден «Томирис» (режиссер Тунгышбай аль-Тарази) — персидский царь Кир;
- Ш. Кусаинов «Укили Ибра» (режиссер Б.Атабаев) — Акан Сери;
- С. Торайгыров «Камар сулу» (режиссер А. Рахимов) — Нурым;
- И. Есенберлин «Влюбленные» (реж. К. Сугурбеков) — Шерубай;
- Иран-Гайып «Есть ли яд не испитый мной?» (режиссеры А. Ашимов, О. Кенебаев) — Оразбай;
- А. Сулейменов «Молитвенный коврик» (режиссер А. Рахимов) — Райфин;
- А. Сулейменов «Седьмая палата» (режиссер А. Рахимов) — Скоп;
- А. Сулейменов «Сокращение штата» (режиссер А. Рахимов) — Сатов;
- Ж. Аймаутов «Акбилек» (режиссер А. Ашимов) — Автор;
- A. Кекилбаев «Абылай хан» (режиссер Б. Атабаев) — Жомарт;
- С. Жунусов «Гении и тени» (режиссер А. Мамбетов) — М. Ауэзов;
- С. Жунусов «Равноденствие» (режиссер Ж. Есенбеков) — Жакай Тайшиев;
- К. Ыскак А. Тарази «Алатау сынды алыбым» (режиссер К. Сугурбеков) — Ж. Жабаев;
- K. Мухамеджанов, Ш. Айтматов «Восхождение на Фудзияму» (режиссер О. Кенебаев) — Досберген;
- Т. Нурмаганбетов «Прощание со старым домом» (режиссер Е. Обаев) — Жалгасбек;
- K. Мурат «Ключ к счастью» (реж. Е. Обаев) — Иллюзия;
- Ш. Айтматов «Материнское поле» (режиссер А. Мамбетов) — Жекшенкул, председатель Касым;
- Ш. Айтматов «И дольше века длится день» (перевод. Ш. Муртаза, режиссер А.Мамбетов) — аудитор, Едильбай;
- У Шекспир «Кориолан» (перевод А.Кекилбаева, реж. А.Мамбетов) — Коминий;
- У.Шекспир «Юлий Цезарь» (перевод А.Кекилбаева, реж. К.Жетписбаев) — Публий, Варрон;
- У. Шекспир «Укрощение строптивой» (режиссер А.Мамбетов) — Баптиста;
- Т. Мурод «Ночь, когда кони плачут (режиссер О. Салимов) — Зиябек;
- А. Мирзагитов «Кара жаяу» (режиссер К. Жетписбаев) — Махмуд;
- И. Вовнянко «Апат» (режиссер А. Рахимов) — Асан;
- Иран-Гайып «Естай-Корлан» (режиссер Б. Атабаев) — Старейшина;
- Е. Замятин «Едиль патша» (перевод А. Бопежановой, режиссер Ю. Коненкин) — Едиген;
- Ж. Мольер «Одураченный муж» (перевод А.Сулейменова, режиссер А. Рахимов) — Сотанвиль;
- М. Карим «В ночь лунного затмения» (перевод А. Кекилбаева, режиссер О.Кенебаев) — Дервиш;
- Софокл «Царь Эдип» (перевод Х. Ергалиева, режиссер А. Мамбетов) — хор;
- Н. Гоголь «Ревизор» (режиссер Е. Обаев) — Земляника;
- Г. Джованни «Ренальдо вышел на поле» (режиссер В. Смирнов) — Ренальдо.

### Фильмография
- директор школы — «Станция любви» (реж. Т. Теменов);
- Хангелди — «Сардар» (реж. Б. Калымбетов, 2002);
- Нуржан — «Биржан сал» (реж. Д. Жолжаксынов, 2009);
- «Репортаж из камеры» — Судья (реж. Т.Теменов);
- отец — «Побережье любви» (реж. М. Бидосов);
- житель аула — «Караой», болельщик — «Ауылым — әнім» (реж. С. Курманбеков);
- Авторитет — «Шаман» (реж. Г. Омарова);
- отец — «Прыжок Афалины» (реж. Э. Орахбаев);
- крестьянин — «Махамбет» (реж. С. Тауекелов);
- глава аула — «Байконур» (реж. Ф. Хельмер);
- «Астана — любовь моя» — отец (реж. Е. Кончаловский);
- Болатхан — «Мын бала» (реж. А. Сатаев);
- Старик — «Қарсытексеру» (реж. Д. Кожахан);
- Сакмырбай — «Алдар Косе» (реж. Д. Махаметдинов);
- «Наурыз» (реж. А. Бисембин)

## Награды и звания
- 2002 — Медаль «За трудовое отличие» (Казахстан);[1]
- 2010 (7 декаабря) — присвоено почётное звание «Қазақстанның еңбек сіңірген қайраткері» (Заслуженный деятель Казахстана);
- 2010 — Лауреат Премии Союза театральных деятелей Казахстана «Енликгуль» в номинации «За вклад в развитие театрального искусства Казахстана»;[2]
- 2016 — Медаль «25 лет независимости Республики Казахстан»;
- 2021 (2 декабря) — Указом президента РК награждён орденом «Парасат» — за выдающиеся заслуги в области отечественного театра и кино.;